# Rocket Ride
Rocket Ride je sedmé studiové album německé hardrockové hudební skupiny Edguy. Vydáno bylo 20. ledna 2006 vydavatelstvím Nuclear Blast. Jeho producentem byl německý hudebník Sascha Paeth, na kterého se skupina obrátila po problémech s mícháním předchozí desky Hellfire Club (2004) ve finském studiu Finnvox Studios. Právě tímto albem se Edguy odpoutali od svého původního stylu, speed metalu a power metalu, a začali hrát převážně hardrockové skladby.
V rámci podpory alba se skupina vydala na turné po celém světě, během něhož pořídila záznam z vystoupení v brazilském městě São Paulo a v roce 2009 ho vydali na DVD pod názvem Fucking with F***: Live. Rocket Ride se nejlépe umístilo na osmé pozici v německé a ve švédské hitparádě.

## Seznam skladeb
Všechny skladby napsal(i) Tobias Sammet, není-li uvedeno jinak. 
| Pořadí         | Název                              | Autor               | Délka |
| -------------- | ---------------------------------- | ------------------- | ----- |
| 1.             | Sacrifice                          |                     | 8:01  |
| 2.             | Rocket Ride                        |                     | 4:47  |
| 3.             | Wasted Time                        |                     | 5:48  |
| 4.             | Matrix                             |                     | 4:09  |
| 5.             | Return to the Tribe                |                     | 6:06  |
| 6.             | The Asylum                         |                     | 7:38  |
| 7.             | Save Me                            |                     | 3:47  |
| 8.             | Catch of the Century               |                     | 4:02  |
| 9.             | Out of Vogue                       | Sammet, Jens Ludwig | 4:36  |
| 10.            | Superheroes                        |                     | 3:19  |
| 11.            | Trinidad                           |                     | 3:28  |
| 12.            | Fucking with Fire (Hair Force One) |                     | 4:22  |
| Celková délka: | Celková délka:                     | Celková délka:      | 60:13 |

| Bonus v limitované edici | Bonus v limitované edici   | Bonus v limitované edici |
| Pořadí                   | Název                      | Délka                    |
| ------------------------ | -------------------------- | ------------------------ |
| 13.                      | Land Of The Miracle (živě) | 5:49                     |

## Obsazení
- Tobias Sammet – zpěv, klávesy
- Jens Ludwig – hlavní kytara
- Dirk Sauer – rytmická kytara
- Tobias Exxel – baskytara
- Felix Bohnke – bicí

Hosté
- Michael Rodenberg – klaviatura
- Amanda Somerville, Oliver Hartmann, Ralf Zdiarstek, Thomas Rettke – doprovodný zpěv